# El Haçaiba
El Haçaiba è un comune dell'Algeria, situato nella provincia di Sidi Bel Abbes.